# Eric Butorac
Eric Butorac (* 22. Mai 1981 in Rochester, Minnesota) ist ein ehemaliger US-amerikanischer Tennisspieler.

## Karriere
Der Doppelspezialist konnte ab seinem Profidebüt 2003 insgesamt 13 Titel auf der ATP World Tour gewinnen. Seine höchste Weltranglistenposition erreichte er im Doppel mit Rang 17 im August 2011, im Einzel mit Rang 935 im Januar 2006. Mit Raven Klaasen erreichte er 2014 das Finale der Australian Open, welches sie mit 3:6 und 3:6 gegen Robert Lindstedt und Łukasz Kubot verloren. Zuvor hatten sie sich gegen die Weltranglistenführenden Bob und Mike Bryan sowie gegen Daniel Nestor und Nenad Zimonjić durchgesetzt.
Butorac erklärte am 1. September 2016 nach seiner Erstrundenniederlage bei den US Open 2016 seinen Rücktritt vom Profitennis. In der Partie verlor er mit Scott Lipsky gegen Raven Klaasen und Rajeev Ram in zwei Sätzen. Er übernahm anschließend den Posten des USTA Director of Professional Tennis Operations.

## Erfolge
| Legende (Anzahl der Siege)                           |
| Grand Slam                                           |
| ATP World Tour Finals                                |
| ATP World Tour Masters 1000                          |
| ATP International Series Gold ATP World Tour 500 (2) |
| ATP International Series ATP World Tour 250 (16)     |
| ATP Challenger Tour (12)                             |

| Titel nach Belag |
| Hartplatz (12)   |
| Sand (5)         |
| Rasen (1)        |

### Doppel

#### Turniersiege

##### ATP World Tour
| Nr. | Datum              | Turnier          | Belag         | Partner           | Finalgegner                          | Ergebnis         |
| --- | ------------------ | ---------------- | ------------- | ----------------- | ------------------------------------ | ---------------- |
| 1.  | 18. Februar 2007   | San José         | Hartplatz (i) | Jamie Murray      | Chris Haggard Rainer Schüttler       | 7:5, 7:66        |
| 2.  | 25. Februar 2007   | Memphis (1)      | Hartplatz (i) | Jamie Murray      | Julian Knowle Jürgen Melzer          | 7:5, 6:3         |
| 3.  | 23. Juni 2007      | Nottingham       | Rasen         | Jamie Murray      | Joshua Goodall Ross Hutchins         | 4:6, 6:3, [10:5] |
| 4.  | 10. August 2008    | Los Angeles      | Hartplatz     | Rohan Bopanna     | Travis Parrott Dušan Vemić           | 7:65, 7:65       |
| 5.  | 11. Januar 2009    | Chennai          | Hartplatz     | Rajeev Ram        | Jean-Claude Scherrer Stan Wawrinka   | 6:3, 6:4         |
| 6.  | 10. Mai 2009       | Estoril (1)      | Sand          | Scott Lipsky      | Martin Damm Robert Lindstedt         | 6:3, 6:2         |
| 7.  | 4. Oktober 2009    | Bangkok          | Hartplatz     | Rajeev Ram        | Guillermo García López Mischa Zverev | 7:64, 6:3        |
| 8.  | 4. Oktober 2010    | Tokio            | Hartplatz     | Jean-Julien Rojer | Andreas Seppi Dmitri Tursunow        | 6:3, 6:2         |
| 9.  | 24. Oktober 2010   | Stockholm (1)    | Hartplatz     | Jean-Julien Rojer | Johan Brunström Jarkko Nieminen      | 6:3, 6:4         |
| 10. | 1. Mai 2011        | Estoril (2)      | Sand          | Jean-Julien Rojer | Marc López David Marrero             | 6:3, 6:4         |
| 11. | 21. Mai 2011       | Nizza            | Sand          | Jean-Julien Rojer | Santiago González David Marrero      | 6:3, 6:4         |
| 12. | 2. Oktober 2011    | Kuala Lumpur (1) | Hartplatz (i) | Jean-Julien Rojer | František Čermák Filip Polášek       | 6:1, 6:3         |
| 13. | 19. Februar 2012   | São Paulo        | Sand (i)      | Bruno Soares      | Michal Mertiňák André Sá             | 3:6, 6:4, [10:8] |
| 14. | 29. September 2013 | Kuala Lumpur (2) | Hartplatz     | Raven Klaasen     | Pablo Cuevas Horacio Zeballos        | 6:2, 6:4         |
| 15. | 16. Februar 2014   | Memphis (2)      | Hartplatz (i) | Raven Klaasen     | Bob Bryan Mike Bryan                 | 6:4, 6:4         |
| 16. | 19. Oktober 2014   | Stockholm (2)    | Hartplatz (i) | Raven Klaasen     | Treat Huey Jack Sock                 | 6:4, 6:3         |
| 17. | 1. November 2015   | Valencia         | Hartplatz (i) | Scott Lipsky      | Feliciano López Maks Mirny           | 7:64, 6:3        |
| 18. | 1. Mai 2016        | Estoril (3)      | Sand          | Scott Lipsky      | Łukasz Kubot Marcin Matkowski        | 6:4, 3:6, [10:8] |

##### ATP Challenger Tour
| Nr. | Datum             | Turnier       | Belag         | Partner            | Finalgegner                    | Ergebnis          |
| --- | ----------------- | ------------- | ------------- | ------------------ | ------------------------------ | ----------------- |
| 1.  | 26. November 2005 | Luxemburg     | Hartplatz (i) | Chris Drake        | Robert Lindstedt Rogier Wassen | 4:6, 6:3, 6:4     |
| 2.  | 1. April 2006     | Saint-Brieuc  | Teppich (i)   | Chris Drake        | Michael Lammer Stéphane Robert | 6:4, 6:4          |
| 3.  | 29. April 2006    | Bogotá        | Sand          | Chris Drake        | Ramón Delgado André Sá         | kampflos          |
| 4.  | 4. August 2006    | Vancouver (1) | Hartplatz     | Travis Parrott     | Rik De Voest Glenn Weiner      | 4:6, 6:3, [11:9]  |
| 5.  | 11. November 2006 | Bratislava    | Hartplatz (i) | Travis Parrott     | Jordan Kerr Jamie Murray       | 7:5, 6:3          |
| 6.  | 9. Februar 2007   | Dallas        | Hartplatz (i) | Jamie Murray       | Rajeev Ram Bobby Reynolds      | 6:4, 6:74, [10:7] |
| 7.  | 3. August 2008    | Vancouver (2) | Hartplatz     | Travis Parrott     | Rik De Voest Ashley Fisher     | 6:4, 7:63         |
| 8.  | 21. März 2009     | Sunrise       | Hartplatz     | Bobby Reynolds     | Jeff Coetzee Jordan Kerr       | 5:7, 6:4, [10:4]  |
| 9.  | 28. März 2009     | Jersey        | Hartplatz (i) | Travis Rettenmaier | Colin Fleming Ken Skupski      | 6:4, 6:3          |
| 10. | 24. April 2009    | Tallahassee   | Hartplatz     | Scott Lipsky       | Colin Fleming Ken Skupski      | 6:1, 6:4          |
| 11. | 6. Juni 2009      | Nottingham    | Rasen         | Scott Lipsky       | Colin Fleming Ken Skupski      | 6:4, 6:4          |
| 12. | 17. Oktober 2009  | Rennes        | Teppich (i)   | Lovro Zovko        | Kevin Anderson Dominik Hrbatý  | 6:4, 3:6, [10:6]  |

#### Finalteilnahmen
| Nr. | Datum            | Turnier         | Belag         | Partner           | Finalgegner                     | Ergebnis          |
| --- | ---------------- | --------------- | ------------- | ----------------- | ------------------------------- | ----------------- |
| 1.  | 30. Juli 2006    | Los Angeles (1) | Hartplatz     | Jamie Murray      | Bob Bryan Mike Bryan            | 2:6, 4:6          |
| 2.  | 9. Mai 2010      | München (1)     | Sand          | Michael Kohlmann  | Oliver Marach Santiago Ventura  | 7:5, 3:6, [14:16] |
| 3.  | 1. August 2010   | Los Angeles (2) | Hartplatz     | Jean-Julien Rojer | Bob Bryan Mike Bryan            | 7:66, 2:6, [7:10] |
| 4.  | 20. Februar 2011 | Memphis         | Hartplatz (i) | Jean-Julien Rojer | Daniel Nestor Maks Mirny        | 2:6, 7:66, [10:3] |
| 5.  | 6. November 2011 | Valencia        | Hartplatz (i) | Jean-Julien Rojer | Bob Bryan Mike Bryan            | 4:6, 6:79         |
| 6.  | 6. Januar 2013   | Brisbane        | Hartplatz     | Paul Hanley       | Marcelo Melo Tommy Robredo      | 6:4, 1:6, [5:10]  |
| 7.  | 5. Mai 2013      | München (2)     | Sand          | Marcos Baghdatis  | Jarkko Nieminen Dmitri Tursunow | 1:6, 4:6          |
| 8.  | 25. Januar 2014  | Australian Open | Hartplatz     | Raven Klaasen     | Robert Lindstedt Łukasz Kubot   | 3:6, 3:6          |
| 9.  | 29. August 2015  | Winston-Salem   | Hartplatz     | Scott Lipsky      | Dominic Inglot Robert Lindstedt | 2:6, 4:6          |
| 10. | 16. Januar 2016  | Auckland        | Hartplatz     | Scott Lipsky      | Mate Pavić Michael Venus        | 5:7, 4:6          |